# 川崎九淵

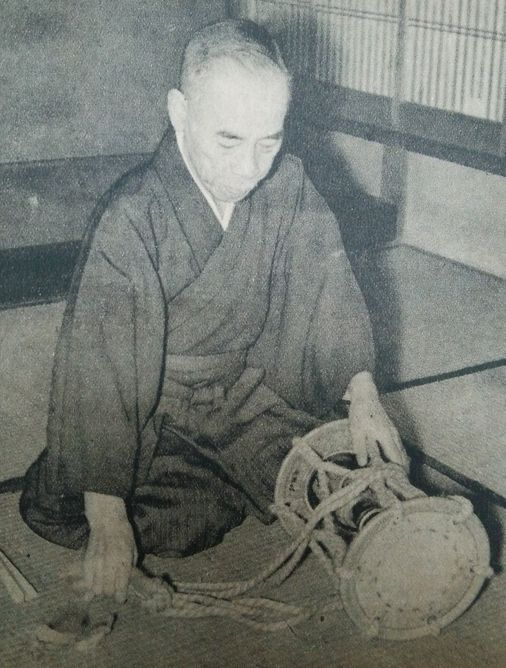
1947年

川崎 九淵（かわさき きゅうえん、1874年7月11日 - 1961年1月24日）は能楽大鼓の名手。葛野流宗家代理・宗家預りを歴任し、能楽界初の人間国宝となった。また、理論面においても地拍子の法則性を発見するなどの功績を残した。本名・旧名利吉。

## 来歴
1874年7月11日、愛媛県温泉郡魚町（現在の松山市本町近辺）に生れる。幼時より当地で盛んだった喜多流の能を稽古し、松山東雲神社の奉納能において神童との評判を取る。後、師高橋節之助の勧めにより葛野流大鼓を東正親に師事。この方面でもすぐに才能を示し、1892年に来松した石井流宗家石井一斎によって後継者に乞われるほどであったという。
1899年、小学校の同級生であった高浜虚子の兄池内信嘉の勧めにしたがって上京、葛野流預りの津村又喜に師事した。一年後津村が急逝したが、宝生流宗家宝生九郎知栄、小鼓方幸流三須錦吾、太鼓方観世流観世元規らの指導を受けながら、大鼓方としての活動に精進した。
以後、1904年、日露戦争献金能で「石橋」連獅子、1906年、宝生九郎引退能で「安宅」延年之舞、1910年、明治天皇天覧能、1915年、大正天皇即位式能などの舞台を務める一方で、池内肝煎の能楽会において囃子方育成事業に積極的にかかわり、吉見嘉樹、亀井俊雄らの高弟を育てた。
戦中秋田に疎開していたが、終戦後武智鉄二の慫慂によって京都に移り、このとき以後芸名「九淵」を名乗る。1950年、東京に転ずるとともに、葛野流宗家預りの座に着き、1953年、囃子方として初の芸術院会員に就任。1955年には、喜多六平太及び小鼓方幸流幸祥光とともに、能楽界初の重要無形文化財保持者（人間国宝）の認定を受ける。 
1954年には能楽三役養成会の講師に就任したが、1956年、嗣子之靖の急逝に衝撃を受け、引退を決意。同年9月8日・20日の両日に引退披露能を行い、82歳で能楽界を離れた。1961年1月24日、86歳で逝去。
実演のほか、理論面にもくわしく、雑誌「能楽」に連載した『地拍子研究』によって、いわゆる現代式地拍子を確立した。

### エピソード
素人弟子がほとんどいなかったため、師津村又喜同様、生涯清貧に甘んじた。一方で、同時代の喜多六平太、野口兼資、梅若万三郎、幸祥光といった名手からは高い評価を受けた。
最晩年（1955年）に桜間弓川の「関寺小町」を務めた際には、弓川に一ヶ月間の稽古を求めたという逸話が残っている。これほどの長期間にわたる稽古は能楽界では異例のことで、芸に対してはあくまで謹直であった九淵の性格をよく物語っている。
そのような性格は、一面では、戦後、野村万之丞・二朗や茂山七五三・千之丞の兄弟が狂言以外の分野で活動を行った際に、能楽協会理事として否定的な態度を崩さず、一時千之丞の除名を主張することにもつながった。

### 書籍
- 「川崎九淵著作集（上）」（ぶんがく社、花もよ叢書、2014年）
- 「川崎九淵著作集（下）」（同上）
- 「大鼓方川崎九淵素描」（同上）

## 吉見嘉樹
吉見 嘉樹（よしみ よしき、1893年（明治26年）1月11日 - 1969年（昭和44年）11月8日）は、囃子大鼓方葛野流の能楽師。葛野流宗家預り。

### 来歴
1903年（明治36年）池内信嘉が主宰する能楽会において川崎九淵に師事。1904年（明治37年）舞囃子「桜川」で初舞台。
1956年（昭和31年）度、芸術祭賞受賞。1957年（昭和32年）日本能楽会（重要無形文化財保持者に総合認定された者の団体）が結成され、同年から日本能楽会会員。1961年（昭和36年）川崎九淵の没後に葛野流宗家預りを継承。1963年（昭和38年）度、芸術選奨文部大臣賞。1968年（昭和43年）舞台から引退した。

### DVD
- 能楽名演集1 喜多流「頼政」喜多六平太 森茂好 寺井啓之 幸圓次郎 吉見嘉樹／「弱法師」友枝喜久夫、NHKエンタープライズ
- 能楽名演集2 金春流「葵上」櫻間金太郎（弓川） 宝生新 光本弥一 山本東次郎 一噌又六郎 幸悟朗（祥光） 吉見嘉樹 金春惣右衛門／「実盛」櫻間道雄 森茂好、NHKエンタープライズ